# Il re d'inverno
Il re d'inverno è un romanzo di Bernard Cornwell, primo della serie dei cinque libri de "Il romanzo di Excalibur", che vede come protagonista Derfel Cadarn.

## Trama
Derfel crebbe insieme a Merlino nella sua comunità nella Torre dell'Isola di Cristallo (Glastonbury) dove divenne amico di Nimue, un'altra bambina con il favore degli dei. Egli fu presente alla rocca di Cadarn per la nascita di Mordred e partecipò all'incontro di Glevum dove furono scelti i protettori di Mordred. Dopo la morte di Uther Pendragon l'Isola di Cristallo fu attaccata da Gundleus, e Derfel scappò con Nimue, prendendo con sé la spada del suo defunto maestro Hywelbane. Sulla strada per la Rocca di Cadarn Derfel uccise il suo primo nemico che aveva assaltato il convoglio e in seguito proprio davanti alla Rocca fece il suo primo incontro con Artù.
Derfel fece le sue prime esperienze militari tra i soldati di Owain e partecipò ad un raid nel Kernow durante il quale, per ottenere ricchezze personali, Owain ordina la strage di un villaggio di innocenti e per questo verrà sifdato a duello e ucciso da Artù. Derfel divenne un uomo di Artù e dopo qualche anno uno dei signori della guerra di Artù acquisendo il soprannome di Cadarn che significa "possente". Derfel portò i suoi soldati in Bretagna su richiesta di Artù per aiutare re Ban a difendere la rocca di Trebes contro i Franchi. Qui incontrò Lancillotto e Galahad, e ritrovò Merlino. Quando la città fu presa dai Franchi tornò in Dumnonia insieme a Galahad con la barca di Merlino. 

### Le tre Ferite
Nella narrazione si fa riferimento a "tre Ferite" che una persona deve subire per riuscire a diventare un vero sacerdote degli dei: la Ferita del Corpo, la Ferita dell'Orgoglio e la Ferita della Mente (la pazzia). Morgana ha ricevuto solo la prima in un incendio che l'ha sfigurata, uccidendo anche suo marito. Nimue invece le riceverà tutte e tre: le prime due durante l'assalto dell'Isola di Cristallo da parte di Gundles (che la stuprerà e le caverà un occhio), mentre la terza Ferita verrà contratta più avanti, quando Nimue, messa in prigione dal vescovo Sansum, impazzirà. A causa di quest'ultima Nimue verrà portata all'isola dei Morti.

## Focalizzazione
Il romanzo ha un punto di vista particolare. La storia non è narrata da un narratore esterno, bensì dallo stesso Derfel che, diventato monaco in vecchiaia, sta scrivendo le memorie della sua vita per la giovane regina Igraine, all'oscuro del suo vescovo Sansum, che le ritiene "eretiche". Per sfuggire alle perquisizione di Sansum, Derfel scrive in sassone, Igraine ogni mese viene a ritirare gli scritti, dicendo al vescovo che sta traducendo il vangelo in sassone. Successivamente Igraine le fa tradurre dal suo scrivano in lingua britannica, per poterle finalmente leggere.

## Personaggi
- Derfel Cadarn – protagonista e narratore
- Artù – figlio di Uther, protettore di Mordred
- Ginevra – Principessa di Henis Wyren
- Merlino – Signore di Avalon, druido
- Mordred – Re bambino
- Nimue – sacerdotessa, amante di Merlino
- Uther – grande re della Dumnonia, il Pendragon
- Owain – capitano della Dumnonia e campione di Uther
- Lancillotto – principe del Benoic
- Galahad – principe del Benoic e fratellastro di Lancillotto

## Adattamento televisivo
Nel 2020 Epix ha annunciato che un adattamento televisivo live-action della serie, intitolato The Winter King, era in fase di sviluppo con One Big Picture e Bad Wolf. Il 4 aprile 2022 Bad Wolf annuncia che Kate Brooke e Ed Whitmore sarebbero stati gli showrunner della serie e che le riprese sarebbero iniziate nel 2022.
Il 29 novembre 2022 viene annunciato il cast con Iain De Caestecker che interpreta Artù e Stuart Campell Derfel Cadarn. La serie ha debuttato su MGM+ il 20 agosto 2023.

## Edizioni italiane
- Il re d'inverno, traduzione di Gaetano Luigi Staffilano e Riccardo Valla, Collana I Faraoni, Milano, Mondadori, febbraio 1998,  p. 403, ISBN 978-88-044-4826-6.
- Il re d'inverno, traduzione di Gaetano Luigi Staffilano e Riccardo Valla, Collana Oscar Bestsellers, Milano, Mondadori, 1º ottobre 2003,  p. 392, ISBN 978-88-04-52874-6.
- Il re d'inverno, traduzione di Gaetano Luigi Staffilano e Riccardo Valla, Collana La Gaja scienza, Milano, Longanesi, 12 maggio 2011,  p. 361, ISBN 978-88-304-3085-3.
- Il re d'inverno, traduzione di Gaetano Luigi Staffilano e Riccardo Valla, Teadue, Milano, TEA, 22 marzo 2012,  p. 362, ISBN 978-88-502-2771-6.
- Il re d'inverno, traduzione di Gaetano Luigi Staffilano e Riccardo Valla, La Gaja scienza, Milano, Longanesi, 20 febbraio 2024,  p. 544, ISBN 978-88-304-6145-1.